# Гармоничное сближение
«Гармоничное сближение» (англ. Harmonic Convergence) — двенадцатый эпизод второго сезона американского мультсериала «Легенда о Корре».

## Сюжет
Кая пытается исцелить Джинору, а Корра тренируется перед Гармоничным сближением. Мако не решается признаться ей, что они расстались, а Асами сообщает о сигнале бедствия южан. Когда они прибывают в племя, мать Корры рассказывает, что отец в плену. Джинору приносят Катаре, и она тоже пытается вылечить внучку. Команда обсуждает план действий и решает атаковать с воздуха, летя на бизоне и самолёте Варика. Эска и Десна приходят к отцу, и он говорит, что скоро этот мир сильно изменится, и приказывает быть готовыми к обороне. Мако, Болин и Асами летят на самолёте, а Корра с семьёй Тензина — на бизоне, и всех их встречают. Самолёт обстреливают северяне, а на зубра нападают духи. Буми падает с одним из них вниз. Эска и Десна подбивают самолёт, а духи спускают бизона на землю. Герои приходят в себя, пленённые Уналаком, и Корра видит отца. Заходит её дядя и сообщает, что соединится с Ваату во время гармоничного сближения и станет Тёмным Аватаром. Слыша это, Эска и Десна настораживаются. Тонрак пытается вразумить брата, но тот не слушает его и уходит, оставляя своих детей следить за заключёнными.
Буми борется с духом, с которым очнулся, но после тщетных попыток его одолеть, решает сыграть на флейте, и у него получается подружиться с духом. Прибегает Нага, и они отправляются к племени. Корра пытается уговорить двоюродного брата и сестру перейти на их сторону, ведь, слившись с Ваату, Уналак перестанет быть для них отцом, но Десна отказывает ей. Буми пробирается в лагерь северян и играет на флейте. Духи приближаются к нему, но всё же атакуют. Тогда он садится в механический танк, а духи проникают внутрь, и машина выходит из строя. Буми громит весь лагерь и попадает в палатку с пленными. Он освобождает семью и команду Аватара, и они идут к южному порталу. Корра просит Асами отвести её отца к матери для исцеления. Когда те уходят, Аватар проговаривает план: Тензин, Кая и Буми будут искать Джинору, Мако и Болин будут отвлекать Уналака, а Корра закроет портал. Однако в мире духов, когда начинается гармоничное сближение, Корра не может закрыть портал, и планета погружается в фиолетовое облучение, а Ваату выбирается из Древа времени.

## Отзывы

Динамика оценок IGN к эпизодам 2 сезона мультсериала

Макс Николсон из IGN поставил эпизоду оценку 8,8 из 10 и порадовался, что его «теория о Тёмном Аватаре оправдалась, вплоть до названия», которую он ранее высказывал. Рецензенту также понравилось взаимодействие Буми с тёмным духом. В конце критик написал, что «„Гармоничное сближение“ было наполнено великолепными боевыми сценами и рассказало многое о злых планах Уналака». Эмили Гендельсбергер из The A.V. Club дала серии оценку «A-».
Майкл Маммано из Den of Geek вручил эпизоду 5 звёзд из 5 и посчитал, что серия «была фантастической». Главный редактор The Filtered Lens, Мэтт Доэрти, поставил эпизоду оценку «A» и написал, что «это была остросюжетная серия, которая снова повышает ставки». Мордикай Кнод из Tor.com побеспокоился о том, что «Джинора может стать, так сказать, новой луной [как Юи в „Легенде об Аанге“]», «пожертвовав собой ради блага космоса», и понадеялся, что такого не будет.
Эпизоды «Ночь тысячи звёзд» и «Гармоничное сближение», вышедшие в один день, собрали 1,87 миллиона зрителей у телеэкранов США.